# 蒂耶夫兰
蒂耶夫兰（法語：Thieffrain，法語發音：[tjɛfʁɛ̃]）是法国奥布省的一个市镇，位于该省东南部，属于特鲁瓦区。

## 地理
蒂耶夫兰（48°11'45"N, 4°26'26"E）面积7.36 平方千米，位于法国大東部大區奥布省，该省份为法国中北部省份，北起马恩省，西接塞纳-马恩省，西南至约讷省，东南至科多尔省，东临上马恩省。
与蒂耶夫兰接壤的市镇（或旧市镇、城区）包括：伯雷、马尼昂、巴尔斯河畔旺德夫尔、维利昂特罗德。

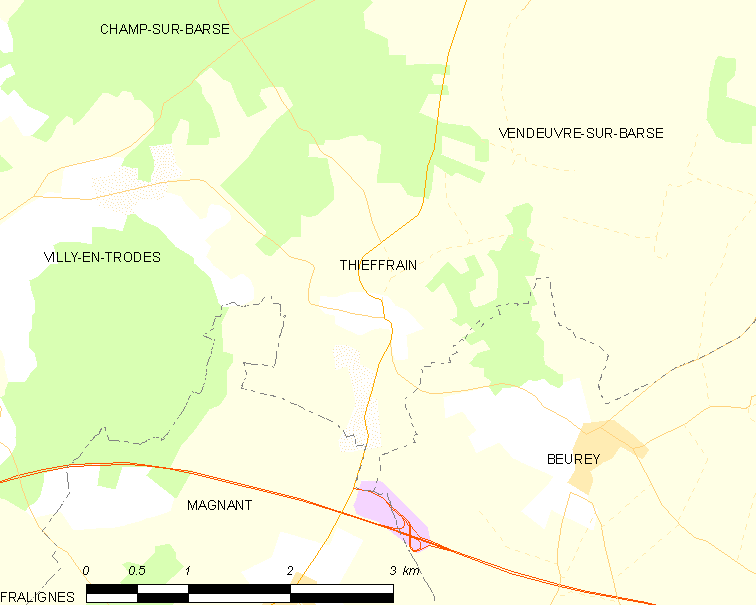
蒂耶夫兰的OSM定位图

蒂耶夫兰的时区为UTC+01:00、UTC+02:00（夏令时）。

## 行政
蒂耶夫兰的邮政编码为10140，INSEE市镇编码为10376。

## 政治
蒂耶夫兰所属的省级选区为塞纳河畔巴尔县。

## 人口

1962-2008年间蒂耶夫兰人口变化图示

蒂耶夫兰于2022年1月1日时的人口数量为156人。